# Bernard Planche
 (novembre 2022).
Si vous disposez d'ouvrages ou d'articles de référence ou si vous connaissez des sites web de qualité traitant du thème abordé ici, merci de compléter l'article en donnant les références utiles à sa vérifiabilité et en les liant à la section « Notes et références ».
Bernard Planche, né le 12 mars 1953 à Clermont-Ferrand, est un technicien français, qui a été tenu en otage en Irak du 5 décembre 2005 au 7 janvier 2006.

## Biographie
En 1988, il monte une compagnie aérienne sur l'aéroport de Cherbourg - Maupertus, Airwest Affair Atlas Aviation, sous le sigle "4A", dont le siège social est basé à La Glacerie. Travaillant avec les grands chantiers du Cotentin de l'époque, la société est mise en sommeil fin 1990, la CCI de Granville sera condamnée à payer les prestations vers les îles Anglo-Normandes plus tard. 
Il s'installe ensuite dans le Rhône, puis part travailler à Habshan (en) aux Émirats arabes unis, pour le compte de la société niçoise Cadoil, pour superviser des travaux d'ingénierie sur un complexe de gaz. Licencié en fin de chantier en 1995, il fait condamner ses employeurs aux prud'hommes en janvier 2000. L'EURL Cadoil ne payait pas ses salaires et le réel employeur Technip (IFP-TOTAL) soutenait son sous-traitant de paille. 
En décembre 2004, est prononcée la liquidation judiciaire de sa société AAGEST, fondée en juin 2001 à Castanet-Tolosan, près de Toulouse, pour la gestion d'une station-service Shell, accompagnée en octobre 2005, d'une interdiction de gérer par le tribunal de commerce de Toulouse pour non-paiement de factures. Il s'agissait en réalité d'une gérance de paille orchestrée par les pétroles Shell à laquelle il n'a pas voulu continuer à participer aussi à cause de nombreux vols de clients et employés mécaniciens. Selon certains témoignages, de nombreux clients et ses employés ont eu des problèmes avec lui. SHELL et ses sous-traitants, juridiques pour la création d'AAGEST et comptables pour ses finances, avaient tout pouvoir de régler les indus à son départ en Irak puisqu'ils avaient repris leur station service.
Il part en Irak avec l'ONG d'aide humanitaire d'urgence française Solidarités International, avant de s'en séparer pour organiser la remise en état de 80 stations d'eau potable pour une ONG allemande puis de créer en octobre 2003 une organisation non gouvernementale dont il est le seul membre, AACCESS NGO, sans lien avec l'ONG américaine AACCESS (Arab American Community Center for Economic and Social Services) qui déclare ne pas connaître Bernard Planche et ne plus avoir d'activités en Irak depuis deux ans.

## Détention
Capturé le 5 décembre 2005, il faut attendre le 28 décembre au soir, pour avoir de ses nouvelles, à travers une vidéo le montrant assis devant ses ravisseurs qui menacent de le tuer si la France ne met pas un terme à sa « présence illégitime » en Irak. Le lendemain, le ministre français des Affaires étrangères, Philippe Douste-Blazy, rappelle que la France n'était pas militairement présente dans ce pays.
Le vendredi 30 décembre, sa famille demande sa libération aux ravisseurs dans un message diffusé tôt le matin sur la chaîne Al-Arabiya. Un appel de soutien est lancé par le journaliste Alain Hertoghe sur son blog. Les médias s'intéressent alors à sa personnalité, mettant en lumière le caractère floue de ses activités. 
Il recouvre la liberté le 7 janvier 2006, en s'enfuyant de la ferme où il est détenu, où en étant abandonné par ses ravisseurs apeurés par un contrôle de l'armée américaine, alors qu'ils circulaient en voiture. Philippe Douste-Blazy annonce la nouvelle de sa libération le lendemain, et Bernard Planche regagne la France le 9 janvier.

## Source
- « Portrait : Bernard Planche », NouvelsObs.com, 9 janvier 2006